# Munt da la Bês-cha
Munt da la Bês-cha är en bergstopp i Schweiz.   Den ligger i regionen Maloja och kantonen Graubünden, i den östra delen av landet, 190 km öster om huvudstaden Bern. Toppen på Munt da la Bês-cha är 2 647 meter över havet.
Terrängen runt Munt da la Bês-cha är huvudsakligen bergig, men österut är den kuperad. Närmaste större samhälle är St. Moritz, 5,5 km väster om Munt da la Bês-cha. 
Trakten runt Munt da la Bês-cha består i huvudsak av gräsmarker. Runt Munt da la Bês-cha är det glesbefolkat, med 18 invånare per kvadratkilometer.